# Токбаев, Копбай
Копба́й Токба́ев (1896, Каркаралинский уезд, Семипалатинская область, Российская империя — неизвестно, Джамбулская область, Казахская ССР) — старший чабан колхоза «Кзыл-отау» Коктерекского района Джамбулской области, Казахская ССР. Герой Социалистического Труда (1949).

## Биография
Происходит из рода Шымыр племени дулат.
Родился в 1896 году в крестьянской семье в одном из сельских населённых Каркаралинского уезда. С раннего возраста трудился в сельском хозяйстве. В 1932 году вступил в колхоз «Кзыл-отау» Коктерекского района. Трудился в колхозе на различных работах, с 1940 года — чабан в этом же колхозе до призыва в Красную Армию по мобилизации. Участвовал в Великой Отечественной войне. Получил тяжёлое ранение. После излечения демобилизовался в 1945 году и возвратился на родину, где продолжил трудиться старшим чабаном по выпасу овец каракульской породы.
Ежегодно показывал высокие трудовые результаты в овцеводстве. На начало 1948 года обслуживал 400 овцематок. По итогам этого года вырастил по 119 ягнят к отбивке на каждую сотню овцематок. Получил 97 % смушек первого сорта. Указом Президиума Верховного Совета СССР от 12 июля 1949 года удостоен звания Героя Социалистического Труда за «получение высокой продуктивности животноводства в 1948 году» с вручением ордена Ленина и золотой медали «Серп и Молот» (№ 4117).
Этим же указом званием Героя Социалистического Труда были награждены заведующий колхозной фермой Керим Шалабаев и чабан Чинжарбек Ускембаев.
В последующие годы продолжал показывать высокие достижения в овцеводстве в колхозе «Кзыл-отау» (позднее — совхоз имени Амангельды) Коктерекского района.
Избирался депутатом Джамбулского областного, районного и аульного Совета депутатов трудящихся.
Вышел на пенсию в 1957 году. Проживал в Джамбулской области (предположительно в ауле Кушаман, где одна из улиц названа именем Колтая Токбаева). Дата смерти не установлена.
Память
Его именем названа улица в ауле Кушаман Мойынкумского района.